# Equulites rivulatus
Equulites rivulatus är en fiskart som först beskrevs av Temminck och Schlegel, 1845.  Equulites rivulatus ingår i släktet Equulites och familjen Leiognathidae. Inga underarter finns listade i Catalogue of Life.